# Pa-An
Pa-An ou Hpa-An (birman : ဘားအံမ္ရုိ့ ; MLCTS : bha: am mrui) est la capitale de l'État Karen de Birmanie (Myanmar). Elle est située sur la rive orientale de la Salouen. Au recensement de 2014 elle comptait 421 575 habitants dont 75 141 en zone urbaine.
Elle abrite une université et quatre autres établissements d'enseignement supérieur, ainsi qu'un musée consacré à la culture Karen, ouvert en 1992.
C'est aussi le centre du district de Pa-An et de la municipalité du même nom.

## Climat
Hpa-An se trouve sous l'influence d'un climat de mousson (Classification de Köppen Am). Les températures sont hautes toute l'année, bien que les maximales soient un peu plus basses pendant la saison de la mousson à cause des nuages et des pluies abondantes. Il y a une saison sèche d'hiver (novembre – avril) et une saison humide d'été (mai – octobre). Des pluies torrentielles tombent de juin à août, avec plus de 1 100 mm pour le seul mois d'août.

## Transports

### Liaisons aériennes
L'aéroport de Hpa-An proposait des liaisons avec Yangon, Mawlamyaing (en) et Hpapun, mais il a cessé ses opérations.

### Liaisons routières
Il existe des services de bus reliant Hpa-An à Yangon, Mawlamyine, au poste frontière de Myawaddy et à d'autre localités.

## Évolution démographique
- 1953 : 4 100.
- 1983 : 41 500.
- 2014 : 421 575, dont 75 141 en zone urbaine[1].

## Éducation
- Computer University, Hpa-An (en).
- Hpa-An Education College.
- Hpa-An Nursing Training School.
- Hpa-An University.
- Technological University, Hpa-An (en).

## Religion

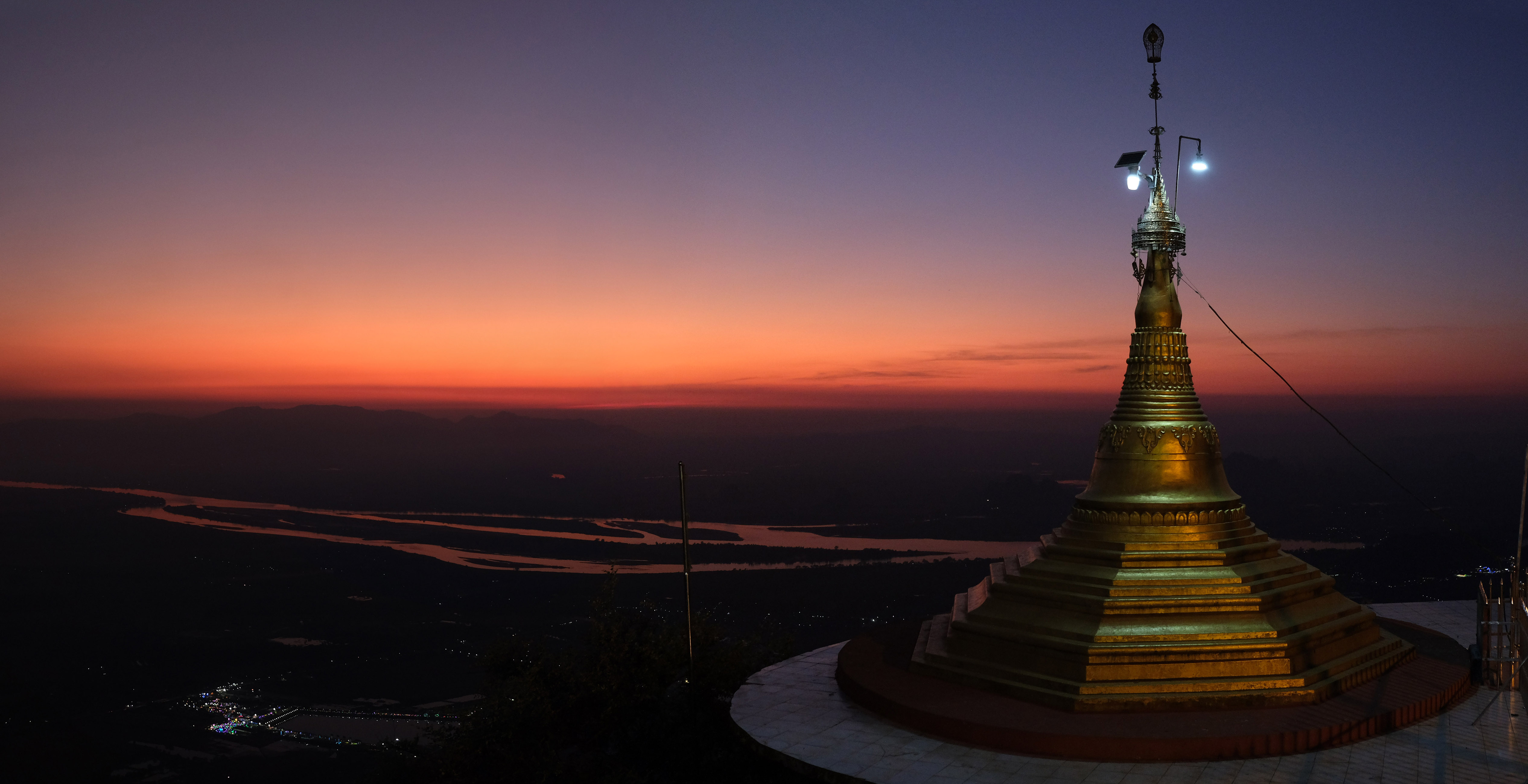
Pagode au sommet du.

La plupart des habitants sont des bouddhistes Theravāda, viennent ensuite les baptistes, les anglicans et les catholiques romains.

## Points d'intérêt

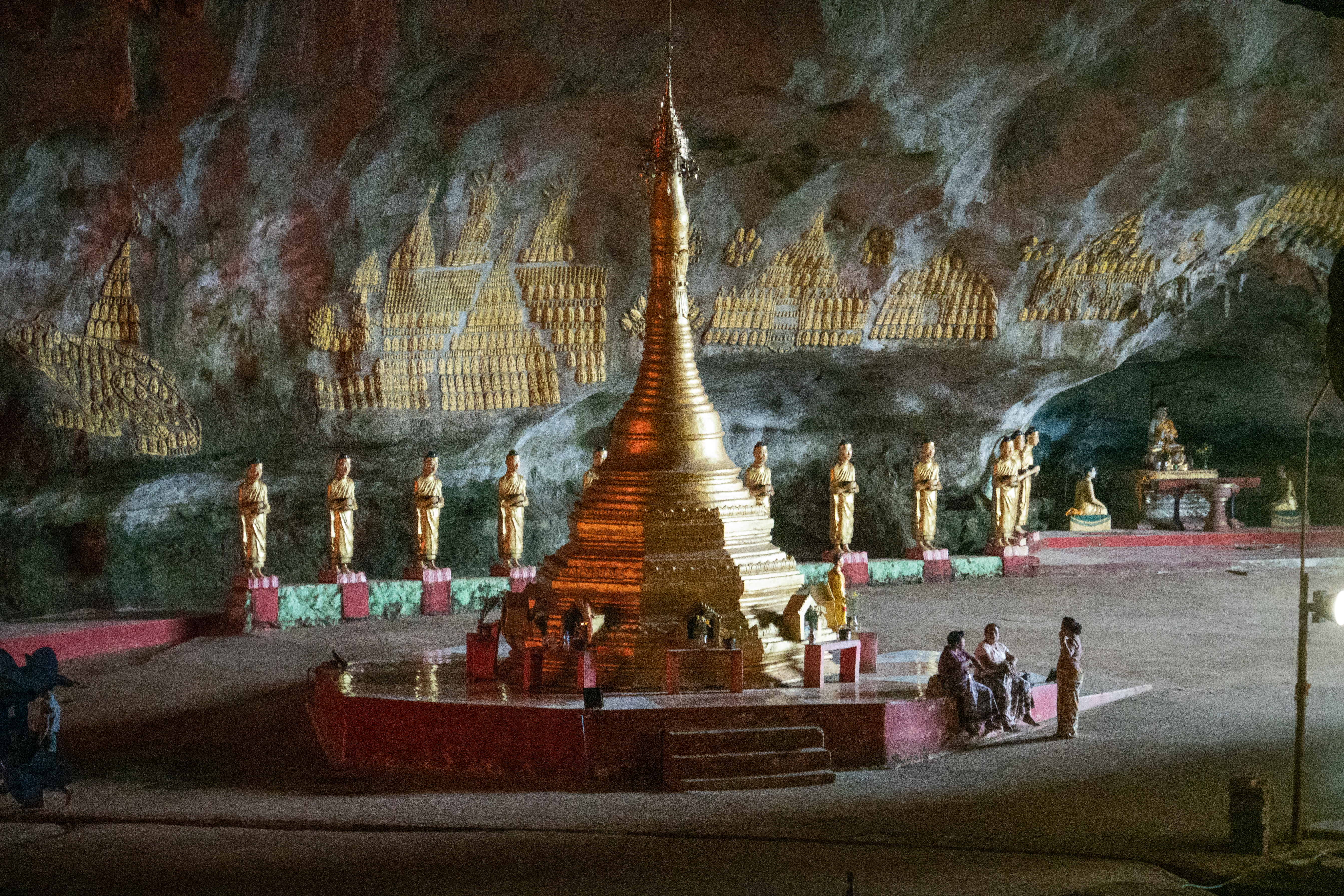
Grotte de Saddan.

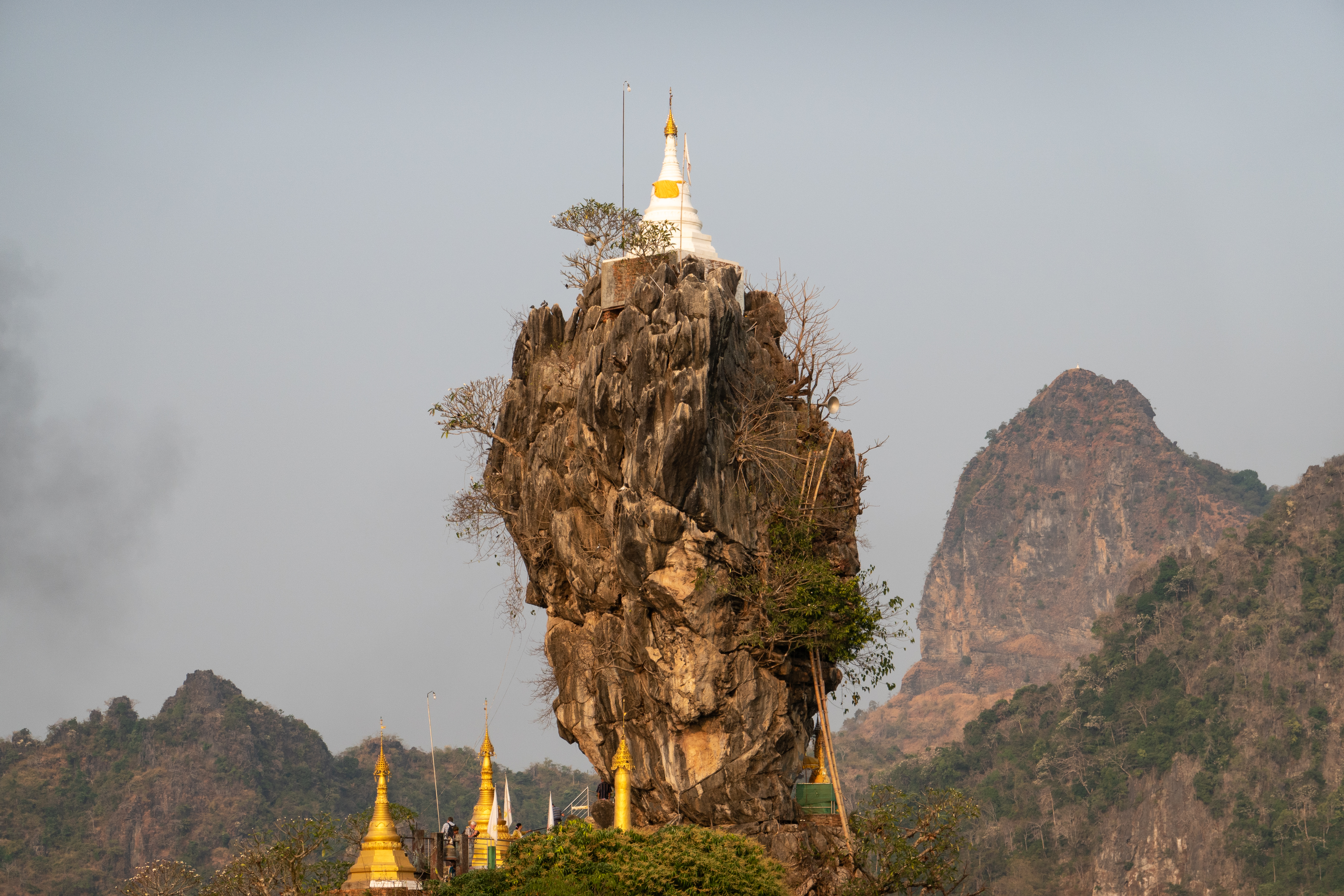
Kyauk Ka Lat.

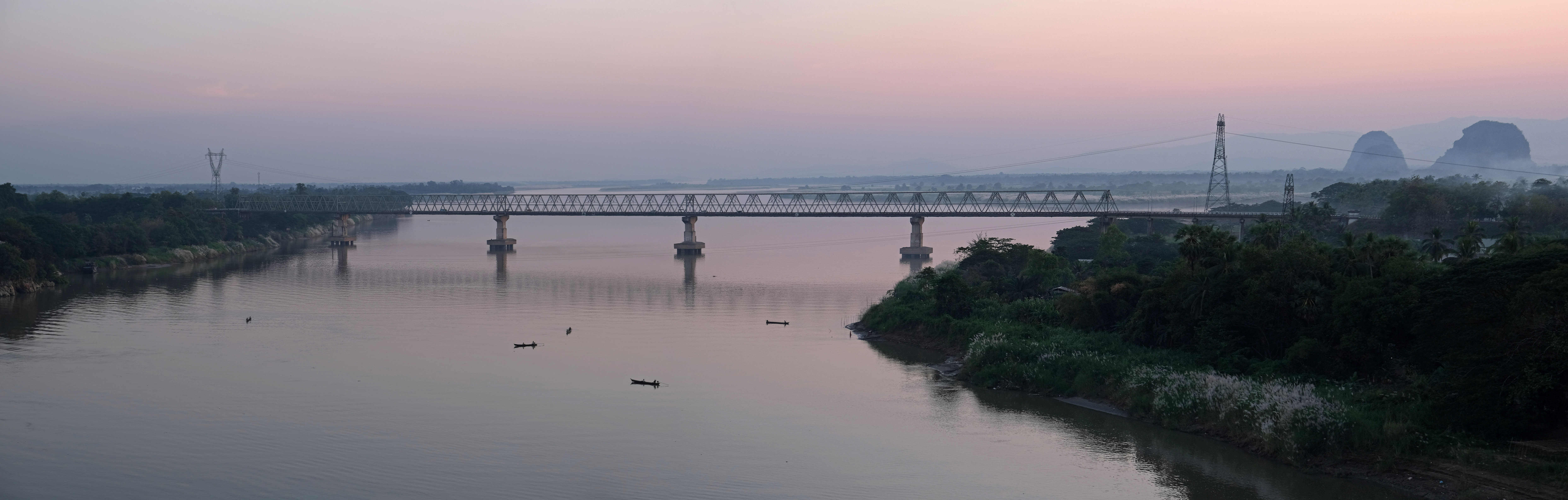
Vue sur le pont de Than Lwin à Hpa-An.

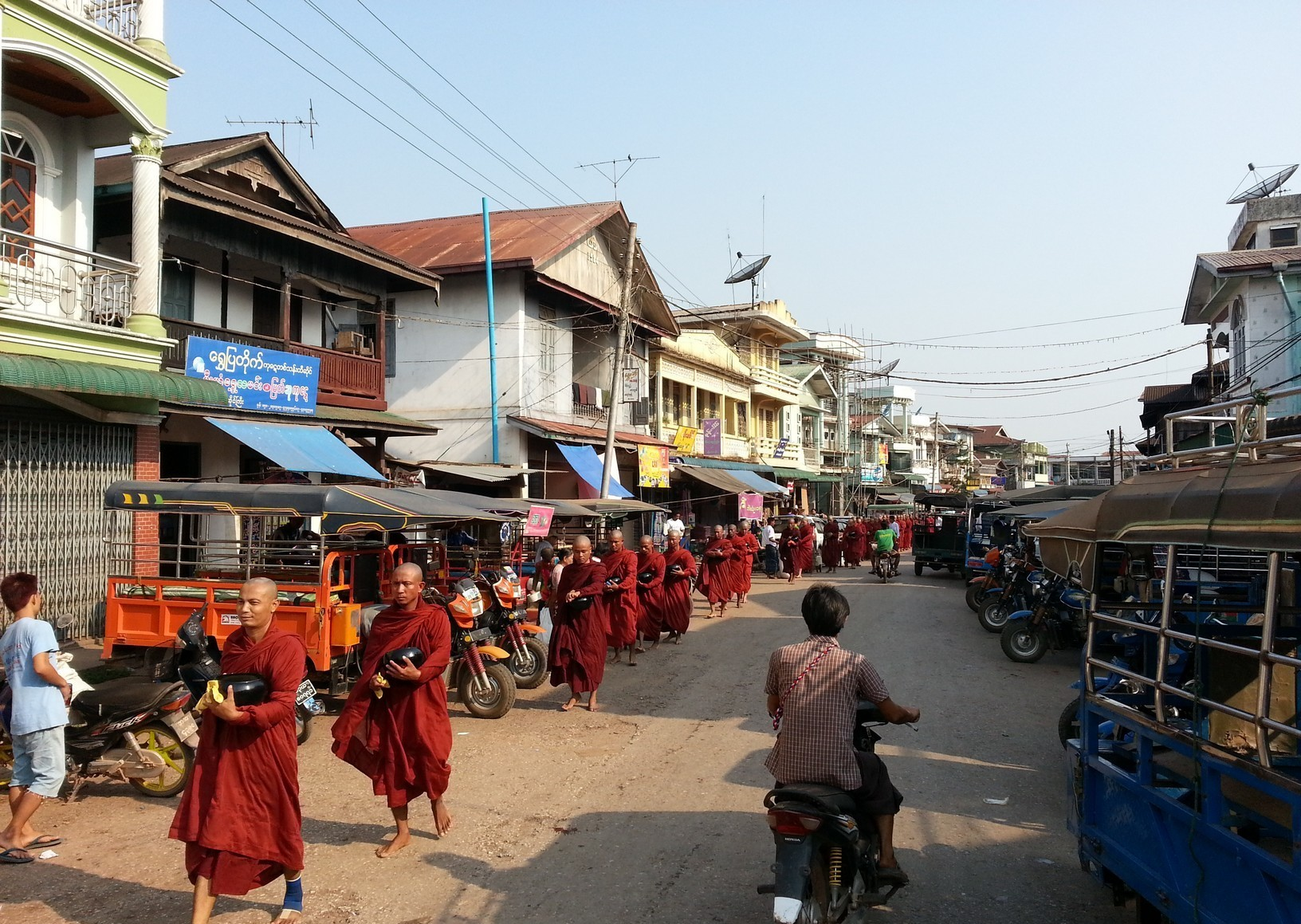
Procession de moines.

Le Musée de la culture de l'État Karen (en) est situé à Hpa-An. Le Mont Zwegabin (en), la Pagode de Kyauk Ka Lat (en) et la grotte de Kawtgon sont des lieux prisés des touristes. D'autre points d'intérêt touristique sont situés à deux heures de route de la ville tels que les cascades de Kyone-Htaw et la grotte de Saddan qui est la plus vaste de tout l'état Karen.

## Centres de santé
- Hôpital Général de Hpa-An.
- Hôpital militaire de Taung Kalay.

## Sports

### Football
Le Zwegabin United FC (en) a été fondé en 2010. Basé à Hpa-An, il joue dans le championnat de Birmanie de football.

### Randonnées et escalade

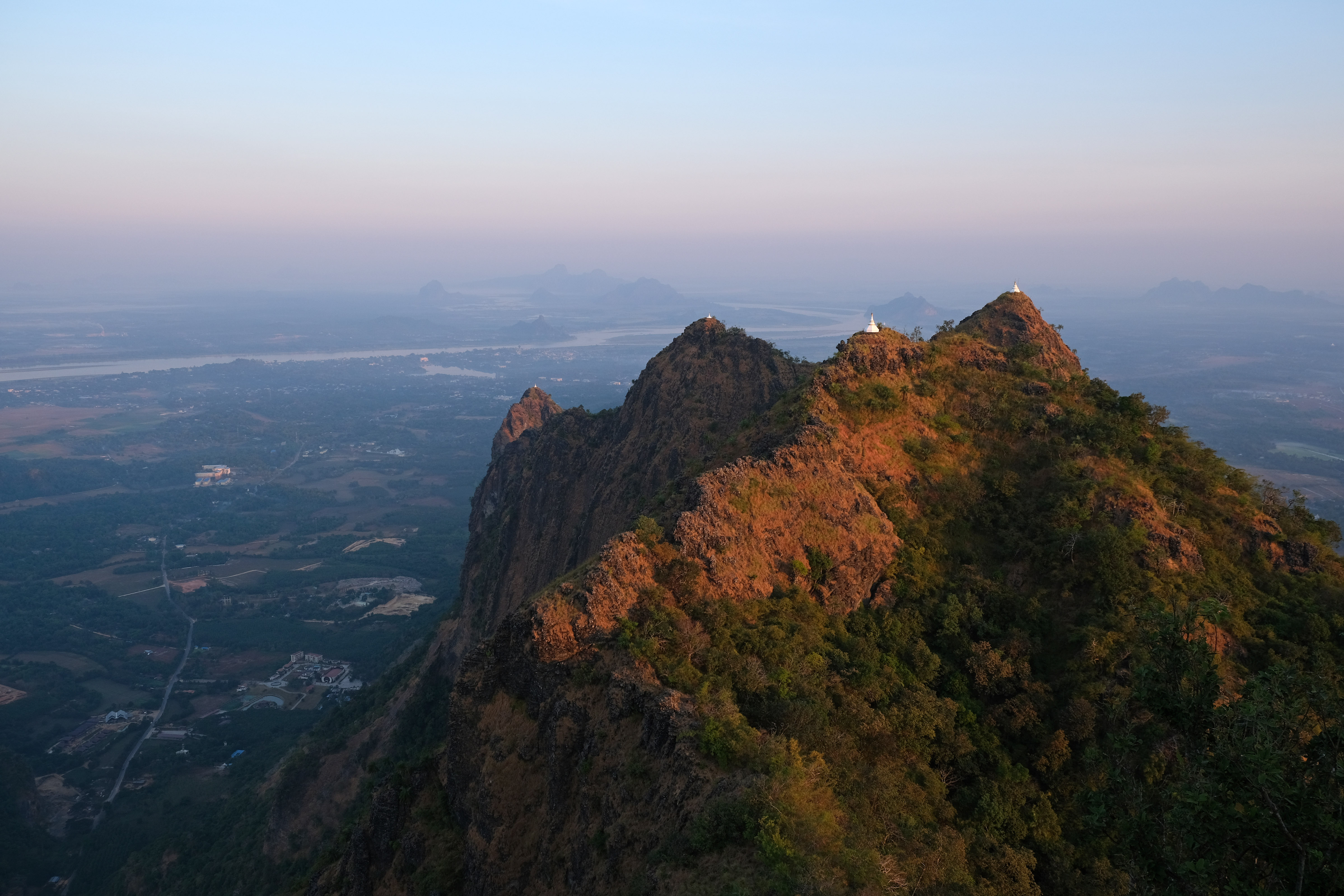
Vue sur le près de Hpa-An.

Le Mont Zwegabin (en) se situe à environ 8,5 km au sud de Hpa An. La vue panoramique qu'il offre et son environnement verdoyant en font un point touristique fort.
Grâce à Andrew Riley, Katie Riley et au soutien précoce du Technical Climbing Club of Myanmar (TCCM), un site d'escalade a été créé à la grotte de Bayint Nyi (littéralement: « La grotte du frère cadet du roi »). Il s'agit d'un projet en cours démarré en 2015 avec un soutien provenant principalement d'un nombre croissant d'expatriés de Yangon faisant partie de la Myanmar Rock Community (MRC). Le club commence maintenant à susciter un intérêt auprès de la population locale, ce qui contribue développer le sport de l'escalade au Myanmar,.